# Nahr-e Kut
Nahr-e Kut (em persa: نهركوت, também romanizada como Nahr-e Kūt) é uma aldeia do distrito rural de Minubar, no condado de Abadan, na província de Khuzistão, Irã.
Segundo o censo de 2006, sua população era de 189 habitantes, em 35 famílias.